# Michele Menolascina
Michele Menolascina (Bari, 19 maggio 1970) è un ex calciatore italiano, di ruolo centrocampista.

## Carriera
Nella stagione 1991-1992 ha giocato 17 partite in Serie A con la maglia dell'Ascoli. Vanta inoltre 61 presenze (e 4 reti) in Serie B sempre con i marchigiani ed oltre 350 partite in Serie C1.

## Palmarès

### Club

#### Competizioni nazionali
- Coppa Italia Serie C: 1

Brindisi: 2002-2003
- Serie D: 1

Noicattaro: 2006-2007